# لينكولن غودال
لينكولن غودال (بالإنجليزية: Lincoln Goodale)‏ هو طبيب أمريكي، ولد في 25 يوليو 1782 في ورسستر في الولايات المتحدة، وتوفي في 30 أبريل 1868 في كولومبوس في الولايات المتحدة.